# 泰特利斯
泰特利斯（/ˈtaɪtəlɪst/），是高仕利公司（Acushnet Company）旗下的高爾夫球具及服飾品牌，于1932年成立，總部設於美國麻薩諸塞州費爾黑文 (麻薩諸塞州)，2011年起歸斐乐集團（Fila）擁有。泰特利斯的Pro V1高爾夫球被公認為最好打的高爾夫球，採用超過65項專利生產，市場佔有率一直高于其他企业。

## 歷史
- 1910年，Phillip E. Young和兩個生意夥伴成立高仕利公司，在第一次世界大戰前，該公司已經成為全世界最大的再生未固化橡膠供應商。公司原本只是供應原料，後來開始製造橡膠產品，如水樽及浴帽。
- 1920年代，公司轉型，專注製造模壓橡膠製品。最後因為Phillip E. Young對高爾夫球運動的著迷及對市面上高爾夫球質素的參差，從而着手高爾夫球用品的生意。
- 1930年，Phillip E. Young研製出製造高爾夫球的機器，將橡膠繩圍著橡膠芯纏繞，使高爾夫球的核心能夠準確對齊。他將這個高爾夫球稱為「泰特利斯」。
- 1935年，高仕利公司的高爾夫部門開始生產高爾夫球。
- 1949年，泰特利斯成為在美國公開賽中最廣被使用的高爾夫球。
- 1976年，泰特利斯被美國品牌（現為財富品牌（英语：Fortune Brands））收購。
- 2002年，泰特利斯的年收入達10億美元。
- 2011年，財富品牌將泰特利斯以12.3億美元現金售予以斐乐為首的財團[4]。